# Masteria lewisi
Espèce
Synonymes
- Accola lewisi Chickering, 1965

Masteria lewisi est une espèce d'araignées mygalomorphes de la famille des Dipluridae.

## Distribution
Cette espèce est endémique de Jamaïque.

## Description
Le mâle holotype mesure 3,33 mm et la femelle 4,42 mm.

## Systématique et taxinomie
Cette espèce a été décrite sous le protonyme Accola lewisi par Chickering en 1965. Elle est placée dans le genre Masteria par Raven en 1979.

## Étymologie
Cette espèce est nommée en l'honneur de C. Bernard Lewis.

## Publication originale
- Chickering, 1965 : « Two new species of the genus Accola (Araneae, Dipluridae). » Psyche, vol. 71, no , p. 174-180 (texte intégral).